# UPC Polska
UPC Polska sp. z o.o. (zapis stylizowany: upc) – nieistniejąca już polska spółka z siedzibą w Warszawie. Dostawca usług telewizji cyfrowej, szerokopasmowego dostępu do internetu, telefonii i usług mobilnych.
Do kwietnia 2022 roku spółka należała do Liberty Global, następnie została kupiona przez P4, a rok później, we wrześniu 2023, spółki zostały połączone. Po fuzji P4 przejęła wszelkie prawa i obowiązki UPC Polska.

## Historia
Spółka UPC Polska powstała w październiku 2000 w wyniku przejęcia przez UPC Polskiej Telewizji Kablowej, istniejącej od 1989 r.
Według danych spółki, na koniec 3 kwartału 2020 roku miała 1 503 500 abonentów i była pod tym względem jedną z największych sieci kablowych w Polsce.
16 września 2011 UPC Polska kupiło Aster, łączna cena nabycia – wliczając dług sieci Aster w wysokości ok. 1,53 mld zł – wyniosła ok. 2,4 mld zł
18 października 2016 pełnomocnicy UPC Polska podpisali przedwstępną umowę zakupu akcji spółki Multimedia Polska – trzeciego co do wielkości w tym czasie operatora kablowego w Polsce. Wartość transakcji ustalona została na około 3 mld zł (760 mln USD). 23 marca 2018 UPC wycofało swoją umowę kupna Multimedia Polska. Zastrzeżenia miał UOKiK.
22 września 2021 Liberty Global podpisało z P4, właścicielem operatora komórkowego Play, umowę sprzedaży 100% udziałów. W połączeniu z transakcją, Liberty Global zgodziło się na zapewnienie Grupie Iliad, do której należy spółka P4, dostępu do określonych usług, w tym głównie z obszaru sieci i technologii na okres do czterech lat. Wartość transakcji wyniosła 7 mld złotych (1,8 mld USD). 10 marca 2022 Komisja Europejska wyraziła zgodę na nabycie spółki przez P4. Finalna umowa została podpisana 1 kwietnia 2022. 6 czerwca 2023 właściciel spółki poinformował o zamknięciu salonów sprzedaży UPC Polska w kolejnych miastach (obsługą klienta mają zajmować się placówki sieci komórkowej Play). 31 sierpnia 2023 nastąpiło prawne połączenie spółek P4 i UPC Polska poprzez wpisanie do Krajowego Rejestru Sądowego (KRS) P4 w miejsce UPC Polska. Tym samym UPC Polska formalnie zakończyła działalność. 1 września 2023 została również zlikwidowana oficjalna strona internetowa UPC Polska, a jej adres URL upc.pl przekierowuje na stronę internetową sieci komórkowej Play.

## Usługi
UPC Polska był dostawcą szerokopasmowego dostępu do internetu dla klientów biznesowych i indywidualnych.
Spółka wprowadziła w maju 2008 roku telewizję cyfrową oferowaną w zróżnicowanych pakietach, w tym premium obejmujące pakiety od Canal+, HBO, Cinemax, FilmBox, Eleven, Polsat Sport Premium; Do odbioru telewizji cyfrowej UPC dedykowany był dekoder z nagrywarką lub bez. Dekodery wyposażone były m.in. w elektroniczny przewodnik po programach (EPG), w tym Wyszukiwarkę TV, funkcje kontroli rodzicielskiej oraz oferują dostęp do usług interaktywnych, do konta w UPC czy Biura Obsługi przez dekoder.
Cyfrowa telewizja w UPC dostępna była dla abonentów w ponad 152 miastach w Polsce, m.in. z Brzegu, Bydgoszczy, Częstochowy, Gniezna, GOP-u, Kalisza, Kędzierzyna-Koźla, Kielc, Krakowa, Krotoszyna, Leszna, Lubina, Lublina, Oleśnicy, Opola, Pruszcza Gdańskiego, Radomia, Rawicza, Rzeszowa, Skawiny, Starogardu Gdańskiego, Szczecina, Torunia, Wałbrzycha, Warszawy, Wrocławia, Wrześni, Trójmiasta oraz wielu mniejszych miejscowości.

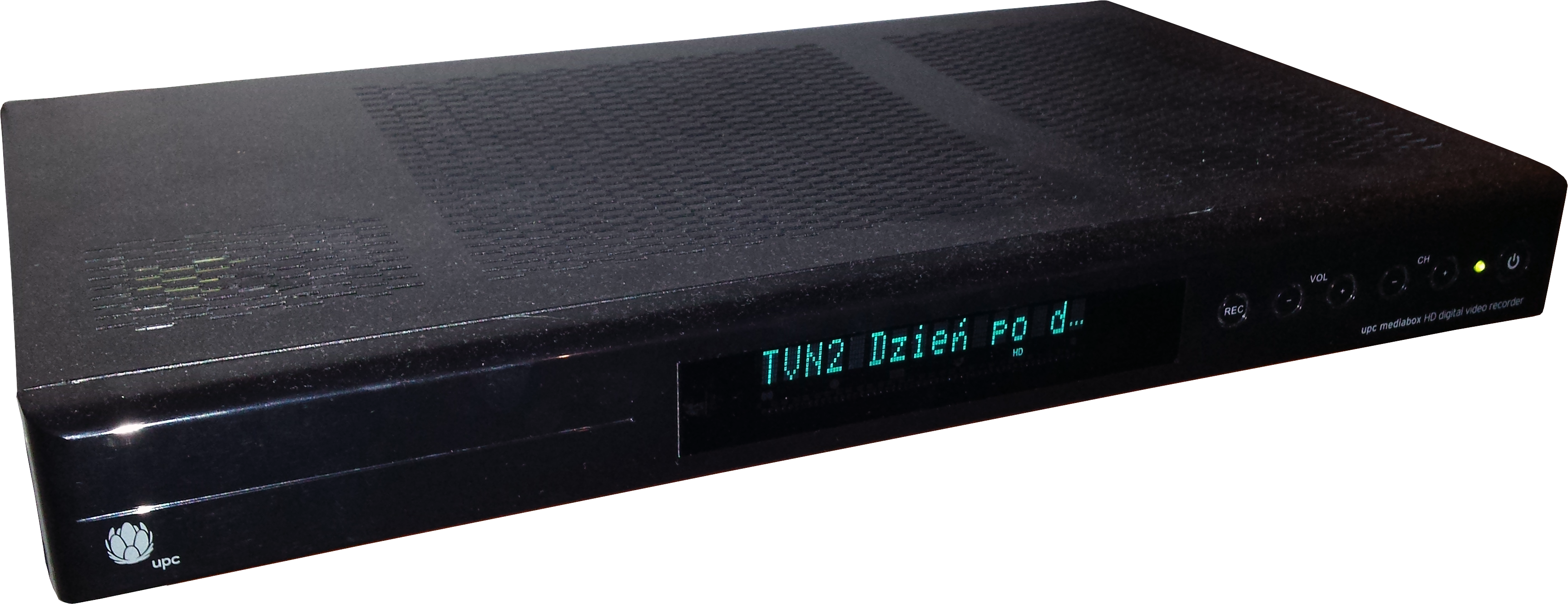
Dekoder UPC Mediabox z 2015 roku standardu DVB-C

7 marca 2017 UPC Polska wprowadziła usługę Replay TV na dekoderach Horizon, dzięki której abonenci mogą oglądać telewizję cyfrową 7 dni wstecz. Ta usługa była już wcześniej testowana na wybranej grupie abonentów.
15 marca 2019 UPC Polska otrzymało po raz trzeci z rzędu Gwiazdę Jakości Obsługi Klienta przyznawaną przez firmę VSC sp. z o.o. w jej produkcie Polski Program Jakości Obsługi. Oceny tej nie potwierdzają noty z serwisów internetowych gdzie w usłudze Google Maps średnia ocena Ogólnopolskiego Biura Klientów to 3.1/5, w Trustpilot ocena to 1.5/5 a w Opiniuj.pl 1.84/5.
17 lipca 2019 UPC Polska wprowadziła do swojej oferty usługi mobilne.
W kwietniu 2022 UPC Polska został przejęty od koncernu Liberty Global przez P4, operatora sieci Play. Cena wyniosła 7,013 mld zł. Do zarządu UPC Polska weszli menedżerowie P4. Operatorzy pod koniec maja wprowadzili pierwszą wspólną ofertę, wspieraną przez kampanię reklamową.

## Kary Urzędu Ochrony Konkurencji i Konsumentów
W 2012 UOKiK nałożył na UPC Polska karę w wysokości 775 tys. zł (ok. 175,5 tys. euro) za zatajenie informacji istotnych dla procesu przejęcia spółki Aster.
W 2015 UOKiK zobowiązał UPC Polska do wypłaty rekompensat klientom za bezprawne podwyższenie wysokości abonamentu w 2014.
W 2019 UOKiK nałożył na UPC Polska blisko 33 mln zł kary m.in. za możliwość jednostronnego podwyższania abonamentu za kablówkę oraz zmiany istotnych warunków w wykonywanych umowach. Według UOKiK operator stosował w umowach sześć niedozwolonych klauzul, dzięki którym m.in. bez uzasadnienia podnosił stawki abonamentu, pobierał opłatę za wizytę technika i jednostronnie zmieniał listy oferowanych kanałów.
W 2020 UOKiK zobowiązał UPC Polska do wypłaty rekompensat klientom za bezprawne podwyższenie wysokości abonamentu w 2015. W 2022 Sąd Ochrony Konkurencji i Konsumenta utrzymał w całości kary finansowe nałożone na UPC Polska w wysokości prawie 33 mln zł oraz obowiązek poinformowania konsumentów o rozstrzygnięciu. Uchylił natomiast rekompensaty dla abonentów w postaci zwrotu opłat.